# Carlos Ruiz Bahamonde
Carlos Alberto Ruiz Bahamonde (Concepción, 1880 - Buenos Aires, 1940) fue un abogado y político chileno. Era hijo de Alberto Ruiz Vásquez y Josefa Bahamonde Prado. Estuvo casado con Blanca Ruiz.
Educado en el Liceo de Concepción y en el Instituto Nacional. Estudió Derecho en la Universidad de Chile y se recibió de abogado el 4 de junio de 1903. Se dedicó a su profesión en Concepción, además de desempeñarse como profesor universitario de Derecho agrícola e industrial.

## Actividades públicas
- Militante del Partido Radical desde 1900.
- Diputado por Laja, Nacimiento y Mulchén (1915-1918); integró la comisión permanente de Asistencia Pública, Culto y Legislación Social.
- Diputado por Laja, Nacimiento y Mulchén (1918-1921); miembro de la comisión permanente de Legislación y Justicia.
- Presidente de la Cámara de Diputados (9 de diciembre de 1920-15 de mayo de 1921).
- Diputado por Laja, Nacimiento y Mulchén (1921-1924); figuró en la comisión permanente de Relaciones Exteriores y Colonización.
- Presidente de la Cámara de Diputados (21 de junio de 1921-2 de junio de 1922).
- Ministro de Justicia e Instrucción Pública (enero-marzo de 1923).
- Ministro del Interior (junio-julio de 1923).
- Diputado por Temuco, Imperial y Llaima (1924-1928); figuró en la comisión permanente de Relaciones Exteriores y Culto.

El período legislativo 1924-1927 se ve interrumpido por un movimiento militar dirigido por el general Luis Altamirano, quien derrocó al gobierno del presidente Arturo Alessandri Palma el 11 de septiembre de 1924, instalándose una Junta de Gobierno. Restaurada la normalidad en marzo de 1925, volvió a colaborar con el gobierno en la redacción de la Carta Constitucional Presidencialista, dictada en agosto de 1925.
Durante el gobierno dictatorial de Carlos Ibáñez del Campo (1927-1931), se exilió a Buenos Aires, Argentina, donde vivió dedicándose al periodismo en diferentes revistas sobre leyes y discursos en la capital trasandina.